# رافائل سیلوا
رافائل سیلوا آرودا (۲۰ آوریل ۱۹۹۲)  بازیکن فوتبال اهل برزیل است که در پست مدافع میانی برای باشگاه فوتبال الفیصلی عربستان سعودی بازی می‌کند.
وی سابقهٔ حضور در باشگاه فوتبال پونته پرتا در سری آ برزیل، بوآویشتا در لیگ برتر فوتبال پرتغال، گویاس در سری بی برزیل، الفیصلی در لیگ حرفه‌ای فوتبال عربستان و استقلال در لیگ برتر ایران را دارد.

## دوران باشگاهی
سیلوا که در کویابا، برزیل به دنیا آمد، فوتبال حرفه ای خود را در سال ۲۰۱۰ با باشگاه فوتبال ریو پورتو برزیل آغاز کرد. در ۱۹ ژوئیه ۲۰۱۳، او به باشگاهی در سری آ برزیل به نام باشگاه فوتبال پونته پرتا پیوست. در ۲۵ ژوئیه، او اولین بازی خود را برای این باشگاه در شکست ۱–۰ مقابل باشگاه فوتبال ناسیونال در جام حذفی فوتبال برزیل انجام داد.
رافائل سیلوا سیلوا در ۱ آوریل ۲۰۱۵ باشگاه فوتبال بوآ اسپورته برزیل قرض داده شد تا بیشتر در موقعیت بازی قرار بگیرد. وی در ۲۳ می ۲۰۱۵، اولین گل خود را برای این باشگاه در مقابل باشگاه پارانا به ثمر رساند و در نهایت این بازی با نتیجه ۱–۱ به پایان رسید.
در ۱۳ ژانویه ۲۰۱۶، او با قراردادی دو ساله به باشگاه فوتبال کریسیوما پیوست. در ۱۸ ژوئیه ۲۰۱۷، او در جریان بازی مقابل باشگاه فوتبال بوآ اسپورته مصدوم شد و سه ماه بعد در اواخر اکتبر ۲۰۱۷ به میدان‌های مستطیل سبز بازگشت.
در ۸ ژانویه ۲۰۱۸، سیلوا به باشگاه ورزشی گوییاس پیوست. ولی پس از مدتی حضور در این تیم، او قرارداد خود را با باشگاه در ۲۸ ژوئن فسخ کرد. دو روز بعد از فسخ، سیلوا به باشگاه فوتبال بوآویشتا در لیگ برتر فوتبال پرتغال قراردادی سه ساله امضا کرد.

### الفیصلی
سیلوا در تاریخ ۳۰ مه ۲۰۱۹ با قراردادی یکساله به الفیصلی عربستان پیوست و با این تیم به قهرمانی جام پادشاهی عربستان ۲۰۲۱–۲۲ با شکست تیمهای قدرتمند این کشور چون النصر، الباطن، الاتفاق و التعاون رسید و علیرغم حضور در دفاع، ۶ گل برای این باشگاه به ثمر رساند (از جمله گلزنی به الهلال در تساوی ۱–۱ در لیگ عربستان).
سیلوا در ۳۱ ژانویه ۲۰۲۲ از الفیصلی عربستان جدا شد.

### استقلال
با توجه به نیاز مبرم استقلال به بازیکن مدافع به دلیل سرباز شدن سیاوش یزدانی و محمد حسین مرادمند، سیلوا در مارس ۲۰۲۲ (۱۷ اسفند ۱۴۰۰) با قراردادی ۶ ماهه به استقلال پیوست.
سیلوا پس از کسب عنوان قهرمانی بدون باخت لیگ برتر فوتبال ایران ۰۱–۱۴۰۰ قرارداد خود را به مدت دو فصل دیگر با استقلال تمدید کرد سیلوا همچنین در برنامه نوروز فوتبالی توانست با کسب ۳۹درصد آرا عنوان برترین مدافع میانی سال ۱۴۰۱ لیگ ایران را کسب کند و در دومین فصل از حضور وی در استقلال عنوان قهرمانی سوپرجام ایران را کسب کرد.
سیلوا پس از یک و نیم فصل حضور در استقلال در ۳ تیر ۱۴۰۲ به دلیل پرداخت نشدن مطالباتش قرارداد خود را با استقلال فسخ کرد اما پس از نیم فصل بازیکن آزاد ماندن در ۱۴ دی ۱۴۰۲ با قراردادی یک و نیم ساله به استقلال بازگشت.

## آمار باشگاهی
| باشگاه            | فصل               | لیگ               | لیگ  | لیگ | جام حذفی | جام حذفی | قاره‌ای | قاره‌ای | دیگر | دیگر | مجموع | مجموع |
| باشگاه            | فصل               | دسته              | بازی | گل  | بازی     | گل       | بازی   | گل     | بازی | گل   | بازی  | گل    |
| ----------------- | ----------------- | ----------------- | ---- | --- | -------- | -------- | ------ | ------ | ---- | ---- | ----- | ----- |
| پونته پرتا        | ۲۰۱۳              | سری آ             | ۲    | ۰   | ۰        | ۰        | –      | –      | –    | –    | ۲     | ۰     |
| پونته پرتا        | ۲۰۱۴              | سری بی            | ۷    | ۰   | ۰        | ۰        | –      | –      | –    | –    | ۷     | ۰     |
| مجموع پونته پرتا  | مجموع پونته پرتا  | مجموع پونته پرتا  | ۹    | ۰   | ۰        | ۰        | –      | –      | –    | –    | ۹     | ۰     |
| بوآ اسپورتو       | ۲۰۱۵              | سری بی            | ۲۶   | ۱   | ۰        | ۰        | –      | –      | –    | –    | ۲۶    | ۱     |
| مجموع بوآ اسپورتو | مجموع بوآ اسپورتو | مجموع بوآ اسپورتو | ۲۶   | ۱   | ۰        | ۰        | –      | –      | –    | –    | ۲۶    | ۱     |
| کریسیوما          | ۲۰۱۶              | سری بی            | ۳۳   | ۲   | ۰        | ۰        | –      | –      | –    | –    | ۳۳    | ۲     |
| کریسیوما          | ۲۰۱۷              | سری بی            | ۲۱   | ۰   | ۰        | ۰        | –      | –      | –    | –    | ۲۱    | ۰     |
| مجموع کریسیوما    | مجموع کریسیوما    | مجموع کریسیوما    | ۵۴   | ۲   | ۰        | ۰        | –      | –      | –    | –    | ۵۴    | ۲     |
| گویاس             | ۲۰۱۸              | سری بی            | ۰    | ۰   | ۰        | ۰        | –      | –      | –    | –    | ۰     | ۰     |
| مجموع گویاس       | مجموع گویاس       | مجموع گویاس       | ۰    | ۰   | ۰        | ۰        | –      | –      | –    | –    | ۰     | ۰     |
| بوآویشتا          | ۲۰۱۸–۱۹           | لیگ پرتغال        | ۱۳   | ۰   | ۱        | ۰        | –      | –      | –    | –    | ۱۴    | ۰     |
| مجموع بوآویشتا    | مجموع بوآویشتا    | مجموع بوآویشتا    | ۱۳   | ۰   | ۱        | ۰        | –      | –      | –    | –    | ۱۴    | ۰     |
| الفیصلی           | ۲۰۱۹–۲۰           | لیگ برتر عربستان  | ۲۸   | ۲   | ۲        | ۰        | –      | –      | –    | –    | ۳۰    | ۲     |
| الفیصلی           | ۲۰۲۰–۲۱           | لیگ برتر عربستان  | ۲۶   | ۳   | ۳        | ۰        | –      | –      | –    | –    | ۲۹    | ۳     |
| الفیصلی           | ۲۰۲۱–۲۲           | لیگ برتر عربستان  | ۱۳   | ۱   | ۱        | ۰        | –      | –      | ۱    | ۰    | ۱۵    | ۱     |
| مجموع الفیصلی     | مجموع الفیصلی     | مجموع الفیصلی     | ۶۷   | ۶   | ۶        | ۰        | –      | –      | ۱    | ۰    | ۷۴    | ۶     |
| استقلال           | ۲۰۲۱–۲۰۲۲         | لیگ برتر          | ۸    | ۰   | ۱        | ۰        | –      | –      | –    | –    | ۹     | ۰     |
| استقلال           | ۲۰۲۲–۲۰۲۳         | لیگ برتر          | ۲۷   | ۰   | ۵        | ۰        | –      | –      | ۱    | ۰    | ۳۳    | ۰     |
| استقلال           | ۲۰۲۳–۲۰۲۴         | لیگ برتر          | ۱۰   | ۰   | ۱        | ۰        | –      | –      | –    | –    | ۱۱    | ۰     |
| استقلال           | ۲۰۲۴–۲۰۲۵         | لیگ برتر          | ۲۶   | ۲   | ۴        | ۰        | ۸      | ۱      | –    | –    | ۳۸    | ۳     |
| مجموع استقلال     | مجموع استقلال     | مجموع استقلال     | ۷۱   | ۲   | ۱۱       | ۰        | ۸      | ۱      | ۱    | ۰    | ۹۱    | ۳     |
| مجموع آمار        | مجموع آمار        | مجموع آمار        | ۲۴۰  | ۱۱  | ۱۸       | ۰        | ۸      | ۱      | ۲    | ۰    | ۲۶۸   | ۱۲    |

## افتخارات

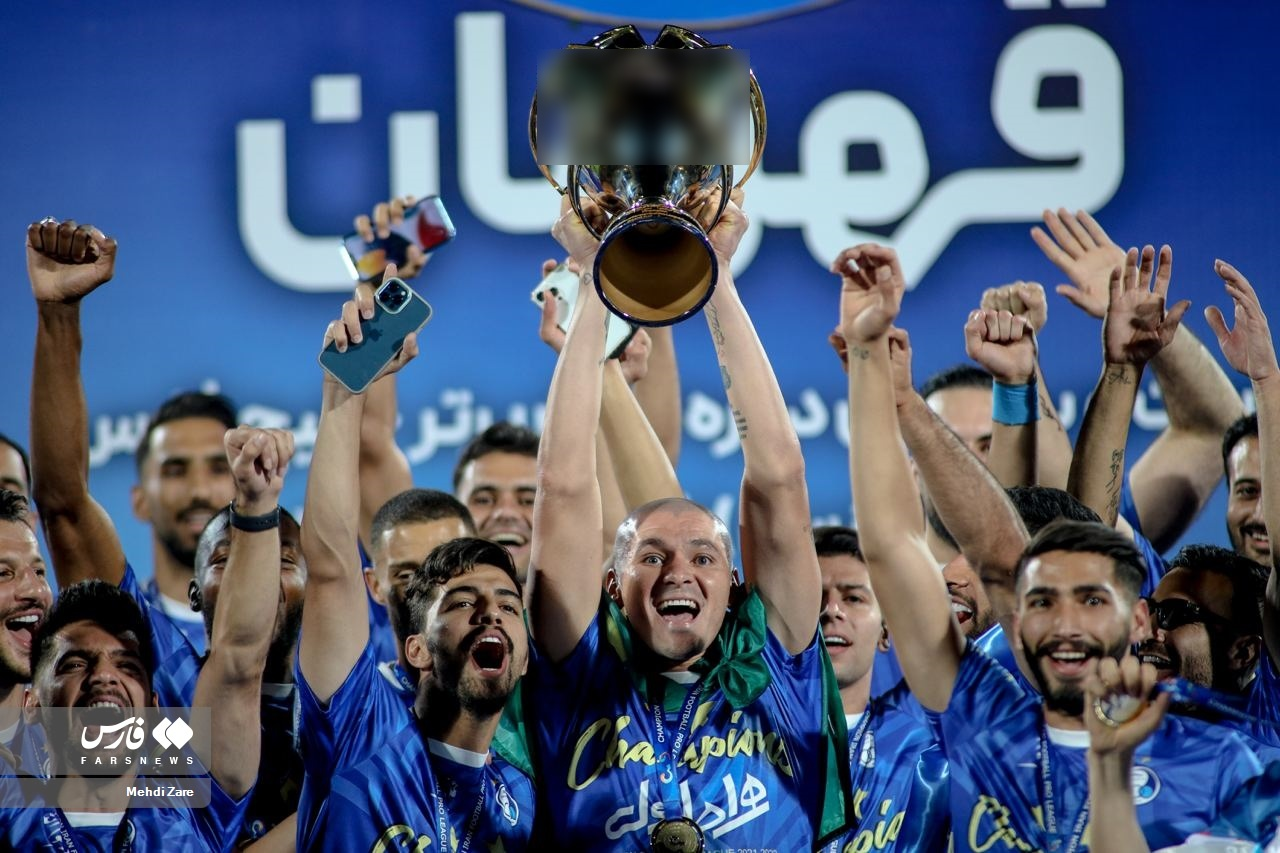
سیلوا در جشن قهرمانی باشگاه استقلال در لیگ ۱۴۰۱–۱۴۰۰

### باشگاهی

#### الفیصلی عربستان
- جام حذفی فوتبال عربستان(۱): ۲۱–۲۰۲۰

#### استقلال
- لیگ برتر خلیج فارس(۱): ۰۱–۱۴۰۰
- جام حذفی فوتبال ایران(۱): ۰۴–۱۴۰۳
- سوپر جام فوتبال ایران(۱): ۱۴۰۱

### فردی
- بهترین مدافع میانی سال ۱۴۰۱ با رای مردمی در نوروز فوتبالی
- تیم منتخب مردمی سال ۱۴۰۱ نوروز فوتبالی